# Kayla Harrison
Pour les articles homonymes, voir Harrison.
Kayla Harrison, née le 2 juillet 1990 à Middletown, est une combattante professionnelle américaine d'arts martiaux mixtes (MMA) et ancienne championne de judo.
Elle combat actuellement dans la division poids coq féminin de l'Ultimate Fighting Championship (UFC), dont elle est l'actuelle championne du monde depuis le 7 juin 2025. Elle a précédemment été championne du monde des poids légers de la Professional Fighters League (PFL) en 2019 et 2021.
Elle a d'abord été connue comme une des meilleures judokates mondiales de la catégorie des mi-lourds (moins de 78 kg), de 2010 à 2016, en obtenant sept médailles continentales, dont quatre titres, en particulier celui de championne du monde de judo en 2010 à Tokyo, puis deux médailles d'or olympiques consécutives, lors des Jeux de Londres en 2012, puis aux Jeux de Rio en 2016.

## Biographie
Née à Middletown dans l'Ohio, Kayla Harrison est la fille de Kenny Harrison et Jeannie, devenue Jeannie Yazell près son mariage avec Mike Yazell.

### Carrière sportive en judo
Elle découvre le judo à l'âge de six ans en accompagnant sa mère qui est ceinture noire. Elle se passionne pour celui-ci et rejoint à huit ans le club Renshuden Judo Academy de Centerville. Elle fait ainsi la connaissance de son nouvel entraîneur, Daniel Doyle, son ainé de seize ans, qui devient également rapidement l'ami de la famille et le baby-sitter de son frère Jake Yazell et sa sœur Aura Yazell.
Plusieurs années plus tard, Kayla Harrison révèle à l'un de ses coéquipiers qu'elle est victime depuis l'âge de treize ans d'abus sexuel de la part de son entraîneur, celui-ci étant radié de la Fédération américaine de judo et condamné à dix ans de prison,.
Durant cette période, en 2004 alors qu'elle a quatorze ans, elle obtient sa qualification pour les championnats du monde junior, dans la catégorie des moins de 52 kg, compétition où elle doit déclarer forfait en raison d'une blessure. Deux ans plus tard, elle combat en moins de 70 kg et perd ses deux combats lors de ces mêmes championnats juniors disputés à Santo Domingo.
Après avoir révélé en 2006 les problèmes avec son entraîneur, elle rejoint alors Boston pour s'entraîner sous la direction de Jimmy Pedro, deux fois médaillé de bronze aux Jeux olympiques, et son père Jim Pedro Sr. Dans le groupe d'entraînement figure également Ronda Rousey, dernière américaine à avoir remporté un titre aux mondiaux junior et médaillée d'argent aux mondiaux 2007. Elle change de catégorie, passant de celle des moins de 63 à celle des moins de 78. Elle se qualifie pour les trials pour les Jeux de Pékin. C'est toutefois en tant que partenaire d'entraînement de Ronda Rousey qu'elle se rend à Pékin pour les Jeux olympiques, les États-Unis ne bénéficiant pas de quota pour sa catégorie de poids. En fin d'année, elle remporte le titre mondial junior lors de l'édition de Bangkok où elle bat en finale la Française Audrey Tcheumeo.
L'année suivante, elle perd ce titre au profit de la Japonaise Akari Ogata. En 2010, elle obtient ses premiers résultats importants chez les séniors en obtenant un podium lors du tournoi Grand Pix Düsseldorf, puis une troisième place aux championnats panaméricains de San Salvador. Kayla Harrison remporte sa première médaille internationale aux Championnats panaméricains de judo 2010 à San Salvador, où elle décroche la médaille de bronze. La même année, elle est sacrée championne du monde à Tokyo, battant en finale la Brésilienne Mayra Aguiar. Elle confirme en obtenant une troisième place du Grand Prix de Rotterdam, puis en remportant le Grand Prix d'Abu Dhabi.
La saison suivante, elle remporte le titre continental à Guadalajara, en venant à bout de Mayra Aguiar en finale. Le mois suivant, elle obtient son premier podium lors d'un tournoi Grand Chelem lors du tournoi de Rio de Janeiro. Lors des mondiaux de Paris, elle est battue par Audrey Tcheuméo en demi-finale, celle-ci la contraignant à concéder deux pénalités. Lors des repêchages, elle s'impose face à Abigel Joo et Marhinde Verkerk pour remporter la médaille de bronze.
En mars, lors d'un entraînement au Japon, elle se déchire le ligament collatéral tibial. Elle retrouve les tatamis et s'impose lors du Grand Chelem de Rio.
Harrison dispute à Londres ses premiers Jeux olympiques. Durant le tournoi olympique, elle s'impose d'abord face à Vera Moskalyuk, puis face à la Hongroise Abigél Joó. En demi-finale, elle s'impose sur ippon face à Mayra Aguiar. Elle est sacrée championne olympique de judo on obtenant la victoire face à la Britannique Gemma Gibbons grâce à deux yukos. Pour la première fois, un judoka américain remporte une médaille d'or aux Jeux olympiques.
Après sa victoire, elle pense dans un premier temps rejoindre Ronda Rousey en Arts martiaux mixtes (MMA). Peu après avoir repris l'entraînement, elle souffre de nouveau du genou l'obligeant en juin 2013 à se faire opérer.
Elle retrouve les podiums en Grand Prix en juin 2014 avec une victoire au Grand prix de la Havane puis, un mois plus tard, en terminant deuxième du Grand Chelem de Russie, désormais disputé à Tioumen. Lors des mondiaux, disputés à Tcheliabinsk, elle est battue en demi-finale par Mayra Aguiar, future championne du monde, avant de remporter la médaille de bronze lors des repêchages. En fin d'année, elle remporte le tournoi de Tokyo face à la Japonaise Ruika Sato.
En avril 2015, elle est battue en finale des championnats panaméricains d'Edmonton par Mayra Aguiar. Elle enchaîne par une troisième place au Grand Slam de Bakou puis remporte le Masters de Rabat, face à Natalie Powell, et le Grand Prix de Budapest. Lors des championnats du monde d'Astana, elle est battue dès son deuxième combat par la Coréenne Yoon Hyun-ji, puis est privée de repêchages, celle-ci perdant lors de son combat suivant. Elle remporte les Jeux panaméricains à Toronto en s'imposant face à Mayra Aguiar sur ippon. Après des podiums à Qingdao et Jeju, elle termine son année 2015 par une victoire su tournoi de Tolyo, face à la Néerlandaise Guusje Steenhuis.
En février 2016, Harrison affronte pour la quinzième fois de sa carrière Aguiar, les deux combattantes étant à égalité sept partout, quatre à quatre pour les seules rencontres en finale. C'est la Brésilienne qui remporte ce titre. Harrison prend sa revanche à l'occasion des championnats panaméricains de La Havane puis s'impose face à ce même adversaire lors du Masters de Guadalajara. Avant de disputer les Jeux olympiques de 2016 à Rio de Janeiro, elle remporte le tournoi de Budapest.

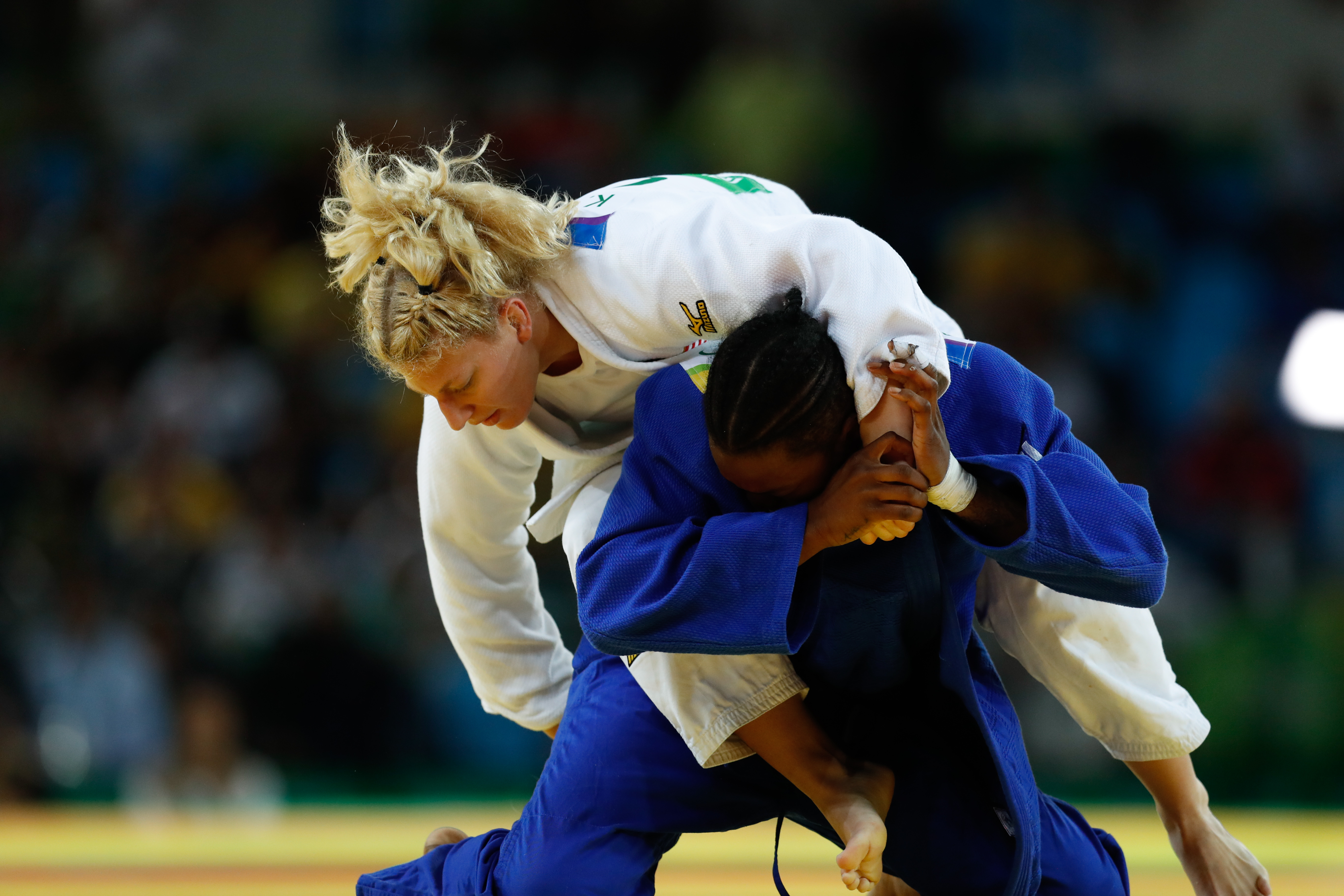
Harrison face à Audrey Tcheuméo en finale des Jeux de Rio.

Harrison commence son tournoi olympique par une victoire sur ippon en 58 secondes face à la Chinoise Zhang Zhehui, puis enchaîne par une victoire sur la Hongroise Abigél Joó, toujours su ippon. Elle obtient ensuite sa qualification pour la finale grâce à un ippon au bout de 1 min 43 s face à la Slovène Anamari Velenšek. La finale oppose les deux premières du classement mondial, Harrison devançant Tcheuméo. Harrison s'impose face à la Française sur un ippon obtenu grâce à une clé de bras. Elle est la cinquième judokate à conserver son titre olympique depuis l'introduction du judo féminin au programme des Jeux olympiques en 1992.
Elle annonce alors la fin de sa carrière en judo, et une pause dans sa carrière de combattante, avant un éventuel début en MMA.

### Carrière sportive en MMA
De 2018 à 2025, elle remporte 19 de ses 20 combats, devenant successivement championne du monde des poids légers de la PFL en 2019 et 2021, puis championne du monde des poids coq de l'UFC en 2025.

#### À la PFL
Elle réalise et remporte son premier combat professionnel de MMA au sein de l'organisation Professional Fighters League (PFL) en 2018.
Elle y remporte deux tournois mondiaux consécutifs des poids légers (moins de 70 kg), en 2019 et en 2021 (celui de 2020 ayant été annulé en raison de la pandémie de COVID-19).

#### À l'UFC
Elle commence à combattre à l'Ultimate Fighting Championship (UFC), dans la division des poids coq (57 à 61 kg), en 2024.
Elle remporte son premier combat, contre l'ancienne championne Holly Holm, en avril 2024 lors de l'UFC 300 (en).
Elle devient championne du monde en battant la tenante du titre, Julianna Peña, le 7 juin 2025, lors de l'UFC 316.

## Palmarès

### En judo

#### Compétitions internationales
| Année | Compétition                   | Lieu           | Résultat | Catégorie      |
| ----- | ----------------------------- | -------------- | -------- | -------------- |
| 2010  | Championnats panaméricains    | San Salvador   | 3e       | Moins de 78 kg |
| 2010  | Championnats du monde         | Tokyo          | 1re      | Moins de 78 kg |
| 2011  | Championnats panaméricains    | Guadalajara    | 1re      | Moins de 78 kg |
| 2011  | Championnats du monde         | Paris          | 3e       | Moins de 78 kg |
| 2011  | Jeux panaméricains            | Guadalajara    | 1re      | Moins de 78 kg |
| 2012  | Jeux olympiques d'été de 2012 | Londres        | 1re      | Moins de 78 kg |
| 2013  | Championnats panaméricains    | San José       | 3e       | Moins de 70 kg |
| 2014  | Championnats du monde         | Tcheliabinsk   | 3e       | Moins de 78 kg |
| 2015  | Championnats panaméricains    | Edmonton       | 2e       | Moins de 78 kg |
| 2015  | Jeux panaméricains            | Toronto        | 1re      | Moins de 78 kg |
| 2016  | Championnats panaméricains    | La Havane      | 1re      | Moins de 78 kg |
| 2016  | Jeux olympiques d'été de 2016 | Rio de Janeiro | 1re      | Moins de 78 kg |

#### Tournois Grand Chelem et Grand Prix
| Année | Compétition                  | Lieu           | Résultat | Catégorie      |
| ----- | ---------------------------- | -------------- | -------- | -------------- |
| 2010  | Grand Prix Düsseldorf        | Düsseldorf     | 3e       | Moins de 78 kg |
| 2010  | Grand Prix de Rotterdam      | Rotterdam      | 3e       | Moins de 78 kg |
| 2010  | Grand Prix d'Abu Dhabi       | Abu Dhabi      | 1re      | Moins de 78 kg |
| 2011  | Grand Slam de Rio de Janeiro | Rio de Janeiro | 2e       | Moins de 78 kg |
| 2011  | Grand Slam Tokyo             | Tokyo          | 2e       | Moins de 78 kg |
| 2011  | Grand Prix Qingdao           | Qingdao        | 1re      | Moins de 78 kg |
| 2012  | Tournoi de Paris             | Paris          | 2e       | Moins de 78 kg |
| 2012  | Grand Prix Düsseldorf        | Düsseldorf     | 1re      | Moins de 78 kg |
| 2012  | Grand Slam Rio de Janeiro    | Rio de Janeiro | 1re      | Moins de 78 kg |
| 2014  | Grand prix de la Havane      | La Havane      | 1re      | Moins de 78 kg |
| 2014  | Grand Slam de Tioumen        | Tioumen        | 2e       | Moins de 78 kg |
| 2014  | Grand Prix Jeju              | Jeju           | 3e       | Moins de 78 kg |
| 2014  | Grand Slam Tokyo             | Tokyo          | 1re      | Moins de 78 kg |
| 2015  | Grand Prix Düseldorf         | Düseldorf      | 1re      | Moins de 78 kg |
| 2015  | Grand Prix Tbilisi           | Tbilisi        | 1re      | Moins de 78 kg |
| 2015  | Grand Slam Bakou             | Bakou          | 3e       | Moins de 78 kg |
| 2015  | Masters mondial de judo      | Rabat          | 1re      | Moins de 78 kg |
| 2015  | Grand Prix Budapest          | Budapest       | 1re      | Moins de 78 kg |
| 2015  | Grand Prix Qingdao           | Qingdao        | 3e       | Moins de 78 kg |
| 2015  | Grand Prix Jeju              | Jeju           | 2e       | Moins de 78 kg |
| 2015  | Grand Slam Tokyo             | Tokyo          | 1re      | Moins de 78 kg |
| 2016  | Grand prix de la Havane      | La Havane      | 3e       | Moins de 78 kg |
| 2016  | Tournoi de Paris             | Paris          | 2e       | Moins de 78 kg |
| 2016  | Masters mondial de judo      | Guadalajara    | 1re      | Moins de 78 kg |
| 2016  | Grand Prix Budapest          | Budapest       | 1re      | Moins de 78 kg |